# Коллиньи
Коллиньи́ (фр. Colligny) — коммуна на северо-востоке Франции, регион Гранд-Эст (бывший Эльзас — Шампань — Арденны — Лотарингия), департамент Мозель. Входит в кантон Панж.

## Географическое положение

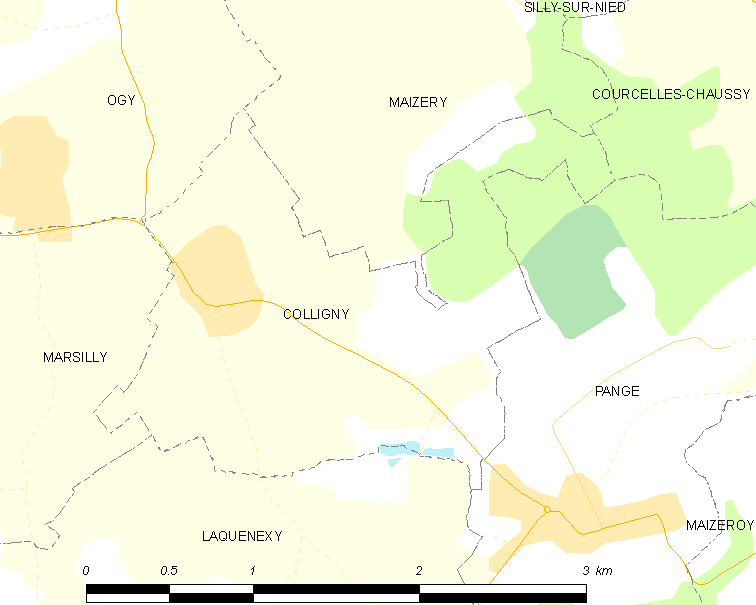
Коллиньи на карте Франции.

Коллиньи расположен в 300 км к востоку от Парижа и в 12 км к востоку от Меца.

## История
- Следы древнеримской виллы.
- Деревня входила в анклав, принадлежащий герцогству Лотарингия на территории епископата Меца. Была частью мозельских земель.
- В 1792 году Коллиньи в результате революции получил статус коммуны.
- Принадлежал сеньорам Макло, Бальбо и Томасу де Коллиньи.

## Демография
По переписи 2011 года в коммуне проживало 332 человека.

## Достопримечательности
- Старая лотарингская ферма, называемая дю Коломбье.
- Лавуар XIX века.